# Cuscuta appendiculata
Cuscuta appendiculata är en vindeväxtart som beskrevs av Georg George Engelmann. Cuscuta appendiculata ingår i släktet snärjor, och familjen vindeväxter. Inga underarter finns listade i Catalogue of Life.